# Eutanyacra miraculosa
Eutanyacra miraculosa är en stekelart som beskrevs av Heinrich 1961. Eutanyacra miraculosa ingår i släktet Eutanyacra och familjen brokparasitsteklar. Inga underarter finns listade i Catalogue of Life.